# Stars and the Sea
Stars and the Sea är Boy Kill Boys andra studioalbum. Det släpptes 31 mars 2008. Albumet spelades in i tre olika inspelningsstudior i Cornwall, Brighton och Los Angeles. Låten "Loud and Clear" gjordes tillgänglig som en fri nerladdning från bandets webbplats.

## Låtlista
1. "Promises" – 3:30
2. "No Conversation" – 3:59
3. "Be Somebody" – 3:26
4. "Loud and Clear" – 3:39
5. "Paris" – 3:52
6. "A OK" – 4:13
7. "Ready to Go" – 4:12
8. "Rosie's on Fire" – 3:33
9. "Kidda Kidda" – 4:40
10. "Pen & Ink" – 3:18
11. "Two Souls" – 4:38